# Zildjian
Avedis Zildjian Company es el mayor fabricante de platillos a nivel mundial. Fundada en 1623, Zildjian permanece hoy en día como una de las compañías en operación más longevas del mundo. También comercializa otros accesorios relacionados con las baterías y las baquetas. 

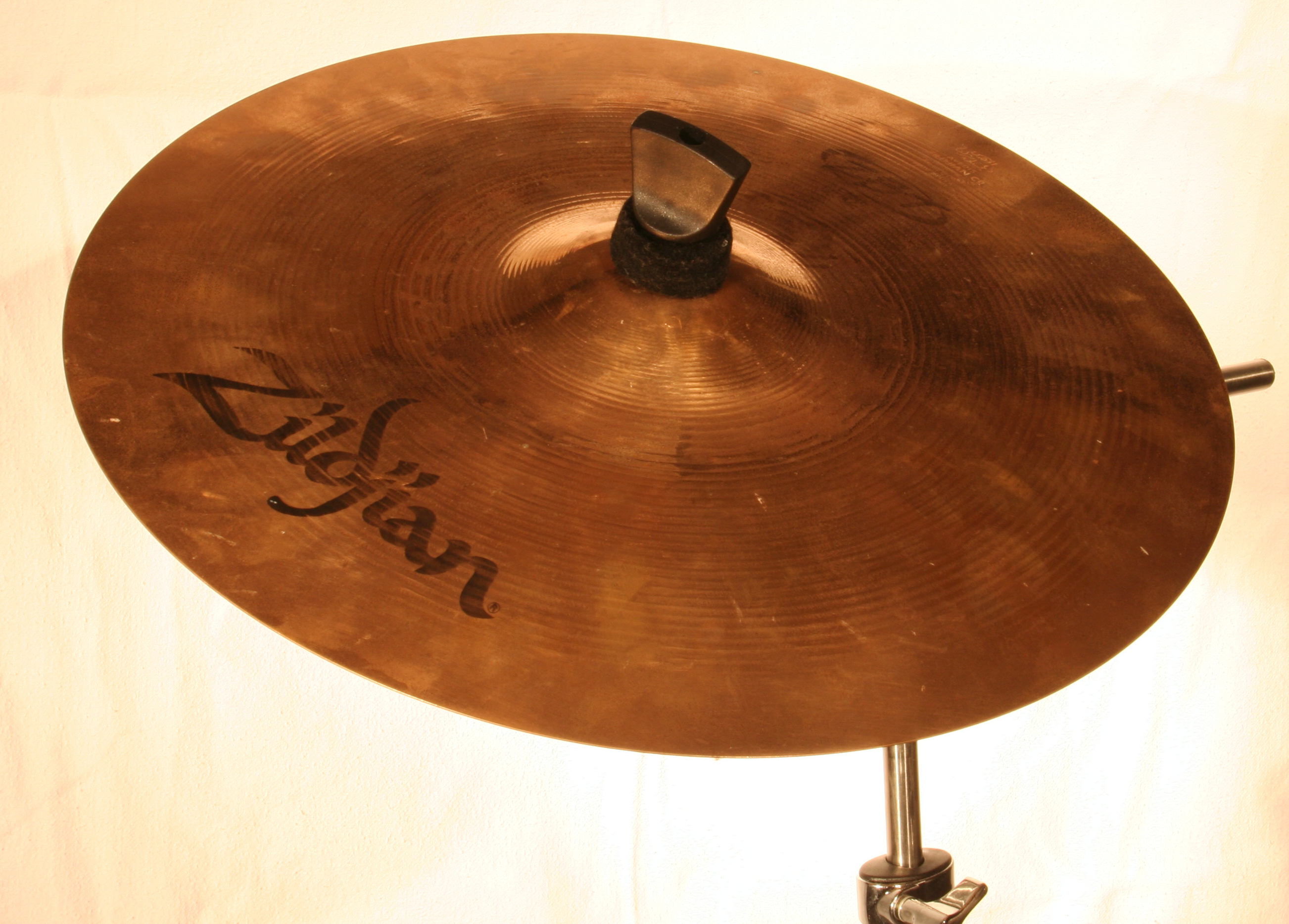
Zildjian platillo

## Historia e inicios
Los primeros platillos Zildjian fueron creados en 1618 en Estambul por un hombre armenio llamado Avedis, quien, mientras buscaba una forma para convertir la escoria en oro, creó una aleación combinando estaño, cobre y plata en una misma placa que podía producir sonidos musicales sin hacerse pedazos. Avedis tomó el seudónimo de Zildjian del vocablo turco "zil+ci" (címbalos/vendedor), y el sufijo armenio "yan" (hijo de), dando así inicio a una industria en 1623 cuyos detalles del producto han quedado en secreto por generaciones. Se convirtió en una tradición familiar de la que sólo los hijos mayores del mandatario de la compañía podrían conocer el proceso de fabricación.
La empresa Zildjian, pasó de elaborar matracas para atemorizar a los enemigos del Imperio otomano a manufacturar sus platillos como instrumentos musicales en el siglo XIX. En 1908, Avedis Zildjian III emigró a Boston, mientras Kerope Zilcan continuó haciendo platillos en Turquía bajo el nombre de K. Zildjian. En 1923, la República de Turquía fue establecida y el nombre de Constantinopla fue oficialmente cambiado por Estambul, resultando en el cambio de nombre de la compañía de K. Zildjian Constantinopla a K. Zildjian Estambul. Alrededor de 1926, Aram Zildjian firmó un contrato de distribución exclusiva estadounidense para los platillos K. Zildjian con Gretsch.
Alrededor de 1928, Avedis III y Aram Zildjian, comenzaron a fabricar platillos en Quincy, Massachusetts, y la Avedis Zildjian Co. fue formada en 1929, el mismo año en que la gran depresión dio inicio, a la vez que competía con la K. Zildjian en Turquía. Avedis hizo muchas innovaciones en platillos que siguen vivas aún hoy en día; él fue el primero en desarrollar baterías con cimbales y darle a estos nombres como ride, crash, splash y hi-hat. Percusionistas de jazz como Gene Krupa, Buddy Rich, Louie Bellson, Shelly Manne, Cozy Cole y Papa Jo Jones, usaron platillos Zildjian. Los platillos fueron hechos de dos formas, mediante procesos automatizados y martilleados a mano, pero Zildjian dio fin a esta última tradición en 1964, después de un incremento en la demanda resultado de la popularidad del baterista Ringo Starr de The Beatles en el espectáculo de Ed Sullivan.
En 1968, la compañía K. Zildjian y todas las marcas registradas europeas fueron readquiridas por Robert Zildjian a nombre de la Avedis Zildjian Co.
Zildjian tuvo complicaciones al trabajar en conjunto con operadores de hornos y maquinaria, así que Avedis dividió la producción en dos operaciones separadas, una para rolado y fundición solamente y otra para acabados. Después inauguraron la fábrica Azco en Meductic, Nuevo Brunswick, Canadá en 1968.
Desde 1968 hasta 1970, la factoría Azco produjo platillos Zilco. Hubo dos tipos de Zilco: uno fue delgado y curvado producido sin ningún martilleo en absoluto, lo que redujo los costos.
Por aquellos tiempos en la fábrica Azco, Robert Zildjian, junto a un hombre llamado Dick Dane, inventaron el moderno proceso de prensar los platillos para darles forma. Antes esto era hecho mediante "golpes" con un martillo de forjadura.
En 1970, Zildjian necesitó todas sus capacidades de producción en Azco para su serie regular, así que la fábrica en Quincy hubo de mandar piezas de fundición para ser terminadas en Azco. A un punto en que Azco fue responsable del 40 % de la producción total de Zildjian.
En 1975, hubo problemas con el gobierno turco y Robert acudió a Turquía y trajo consigo personal para comenzar a elaborar platillos K. Zildjian en la planta de Azco. Este fue un periodo interesante para el clan Zildjian, porque fue la primera vez que Kerope y Avedis Zildjian, trabajaron juntos para fabricar los mismos platillos Zildjian después de años de competencia mutua como A. Zildjian y K. Zildjian Estambul. Estos cimbales fueron manufacturados hasta 1979 cuando Avedis murió y Robert se separó de Zildjian entre un conflicto con su hermano Armand Zildjian. Un poco después, en 1981, Robert comenzó a fabricar platillos Sabian en la fábrica de Meductic, mientras que Kerope y su hijo continuaron haciendo los primeros platillos martillados a mano de Sabian.
Aparte de cimbales, la Avedis Zildjian Company también fabrica productos como baquetas y otros accesorios para baterías. Las baquetas son actualmente producidas en Alabama y son usadas por la mayoría de endosadores de Zildjian. Las baquetas de la línea Artist Series permiten a estos socios personalizar sus propios palillos siendo después vendidos al público.
La Avedis Zildjian Company continua produciendo platillos hoy en día en Norwell, Massachusetts. Armand Zildjian fue el director de la compañía después de la muerte de Avedis hasta su fallecimiento en el 2002. La empresa es operada ahora por las hijas de Armand, Craigie Zildjian y Debbie Zildjian.

## Series de Zildjian
Platillos hechos de Bronce de Hoja:
Planet Z: Los platillos más baratos hechos por Zildjian, destinados para principiantes y estudiantes.
Están Hechos de Cobre y zinc (aleación denominada latón), entrando en un fin brillante.
Están un grado más abajo que los ZBT.
ZBT: Serie Baja de platillos de bronce de hoja (Brass) Zildjian. La aleación de ZBT contiene de Cobre un 92 %, Estaño el 8 % y tienen un toque brillante
I Family: Llegó para reemplazar la serie ZBT que ya no se fabrica. Cuenta con pesos modernos, perfiles actualizados y sonidos de efectos actualizados.
ZXT: Los platillos de Bronce de nivel medio de Zildjian. La aleación de ZXT contiene de Cobre un 92 %, de Estaño el 8 % y está hecha para bateristas estudiantes con un poco más de experiencia musical. Tienen un Diseño atractivo, con remaches en forma de tornado.
Pitch Black Series: Platillos de hoja de bronce, cubiertos con un revestimiento negro. Fueron introducidos en 2008. Se fabrican con la misma aleación de los ZHT (88% cobre, 12% estaño) y vienen cubiertos completamente de negro. Los platillos no tienen revestimiento en la parte inferior, a excepción de los crashes. Son los primeros platillos Zildjian que están recubiertos de color, y fueron, en su mayor parte, mal recibida por la comunidad de bateristas.
ZHT: Es la serie de calidad superior de platillos de bronce de hoja de Zildjian. La aleación de ZHT contiene de Cobre del 88 %, de Estaño el 12 % y viene con un acabado tradicional, esta ha diseñado para bateristas intermedios o jóvenes. Visualmente, son brillantes y con diseño parecido al de los ZXT.
Platillos hechos de bronce de molde: 
FX: Son platillos de efectos especiales que incluyen las líneas Orientales y Azuka.Así como efectos sonoros como Zil-Bels, el Spiral Trash Cymbal, Los China o los Splashes.La Serie FX viene tanto a fines tradicionales como brillantes o con diseños.
Z Custom: Platillos de bronce fabricados  hasta 2009 y reintroducidos en 2024, hechos expresamente para música fuerte (Metal, Rock). Los Z Custom tienen un peso en particular pesado, que los hace muy ruidosos y brillantes.
Avedis Zildjian: La línea original de Avedis Zildjian Company . Una aleación de Zildjian contiene de cobre el 80 %, la estaño el 20 %, y trazas de plata viene a fines tradicionales y brillantes. Es uno de los platillos más populares de Zildjian y es usado por Músicos muy Populares y Conocidos.
A Custom: Platillos de bronce desarrollados por Vinnie Colaiuta. Basado en el original A.Zildjian. Los A Customs tienen un peso en particular delgado (fino), que los hacen muy sensibles y brillantes.
K Zildjian: Platillos de bronce que de basan en el original K Zildjian la línea martillada a mano. Los golpes sobre los K Zildjians los hacen oscuros y secos.
K Custom: La Serie más alta de Zildjian, son platillos hechos de bronce basados en los K Customs originales, pero con una muy complicada técnica de martillado, marcando popularidad en los bateristas de Jazz. Es uno de los platillos más utilizados junto con los Avedis y los Z Custom.
Kerope: Serie disponible a partir de abril de 2014. Son platillos hechos a mano con un sonido oscuro y complejo, con reminiscencias a los platillos de los años 50 y 60, pero claramente modernos y relevantes para la música de hoy. Kerope se nombra en honor a Kerope Zildjian, que presidió uno de los primeros períodos en la historia de Zildjian.
K Constantinople: línea más alta de platillos Zildjian. Se caracteriza por su calidad de sonido. El complejo proceso de martillado contribuye a un tono único y oscuro y a su vez suave y definido. Los platillos K Constantinople tienen un amplia dinámica, pueden ir desde lo sutil hasta lo explosivo.
Z3 linea alta de zildjian ya no existente sonido muy para rock con muchos tipos de serie Z3 por ejemplo Z3 heavy ride etc.
Duval platos hechos en República Dominicana en bronce B30